# Atractides crassipalpis
Atractides crassipalpis är en kvalsterart som först beskrevs av Koenike 1908.  Atractides crassipalpis ingår i släktet Atractides och familjen Hygrobatidae. Inga underarter finns listade.